# Salo (Finnország)
Salo [sɑlɔ] egy város Délnyugat-Finnországban. 2009 elejétől kilenc település: Halikko, Kiikala, Kisko, Kuusjoki, Muurla, Perniö, Pertteli, Särkisalo és Suomusjärvi csatlakozott Salo városához. Az egyesülést követően Salonak 53 546 lakosa lett (2016. december 31.), területe pedig több mint 2000 négyzetkilométer.

## Fekvése
Salo Délnyugat-Finnországban található, 114 km-re nyugatra a fővárostól, Helsinkitől.

## Földrajza
Salo központja a Salonjoki (Uskelanjoki) folyó alsó folyásánál található, röviddel a hosszúkás Halikonlahti-öböl szája előtt.
A város magja a város közigazgatási központja, mivel 2009 elején kilenc település csatlakozott hozzá, az egyesülés után a régió teljes területe 2062 négyzetkilométer lett (valamivel kevesebb, mint Luxemburg). A terület többnyire vidéki, egyéni elszámolási központokból (taajama) tevődik össze. A tájat mezőgazdasági területek, erdők és folyók uralják. A városi terület magában foglalja a szigetek partjainál a szigetcsoportot is. Salo tartalmazza a  Kimito sziget északkeleti csúcsát (Angelniemi) és a Särkisalo szigetcsoportot, amely magában foglalja Isoluoto, Ulkoluoto és Pettu szigeteket és számos kisebb szigetet.
A Salo környéki települések nyugatra Sauvo és Paimio, északnyugaton Marttila és Koski Tl, északra Somero, keletre Lohja, délre Raseborg és a tenger felé délnyugatra Kimito.

## Története
A 13. század elején alapították a Uskela-plébániát. Ettől fokozatosan elszakadtak a terület későbbi közösségei. Salóban valószínűleg a 15. század elején, 1490-ben említették először az uskelai  plébániai közösség kápolnáját. A 16. század elején Salo fából készült kápolnáját egy kőtemplom váltotta fel. Miután az uskelai templom egy földcsuszamlás alkalmával súlyosan megsérült, 1825 karácsonyán a régi kápolnát lebontották. Az új templom 1831–1832 között épült fel Carl Ludvig Engel tervei szerint.
Salo 1887-re népes várossá fejlődött. Ugyanebben az évben Salót nagy tűz sújtotta, amely a falu nagy részét pusztította, de Salo hamarosan felépült a katasztrófából, úgyhogy 1891-re megszerezte a város függetlenségét is, majd 1899-ben csatlakozott a vasúti hálózathoz. Salo virágzásnak indult, és a település hamarosan túlnőtt a  mezőváros közigazgatási határain is. Ezért 1932-ben Uskela is Salóhoz csatlakozott, ami által Salo lakossága több mint háromszorosára nőtt.
A finn önkormányzatok folyamatos átalakítása részeként, 2009 elején kilenc település: Halikko, Kiikala, Kisko, Kuusjoki, Muurla, Perniö, Pertteli, Särkisalo és Suomusjärvi is egyesült Salóval. Ily módon a lakosság megduplázódott, területe szinte elérte az 1987 négyzetkilométert.

## Nevezetességek
- Templomok

## Galéria

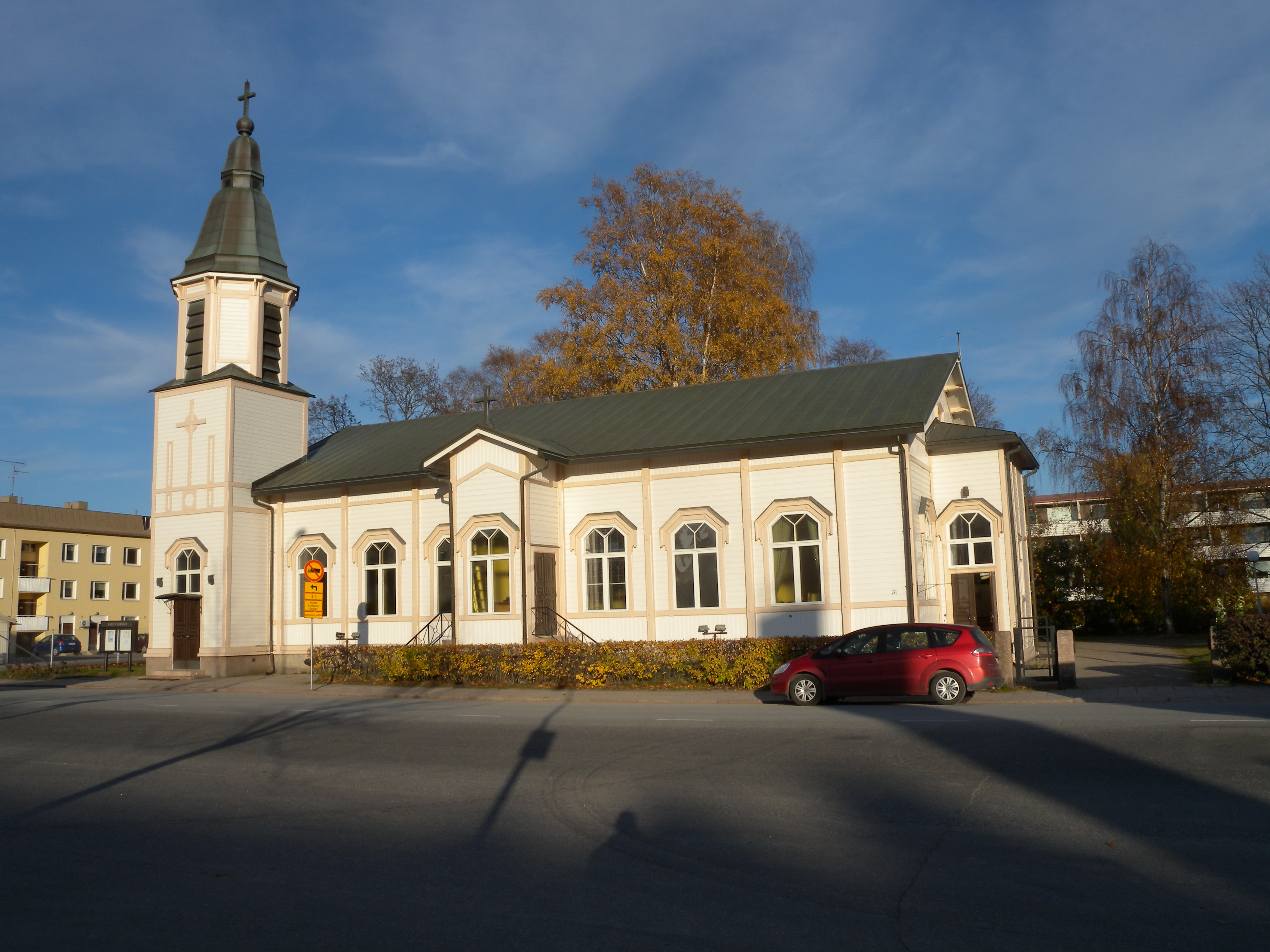
Salo temploma
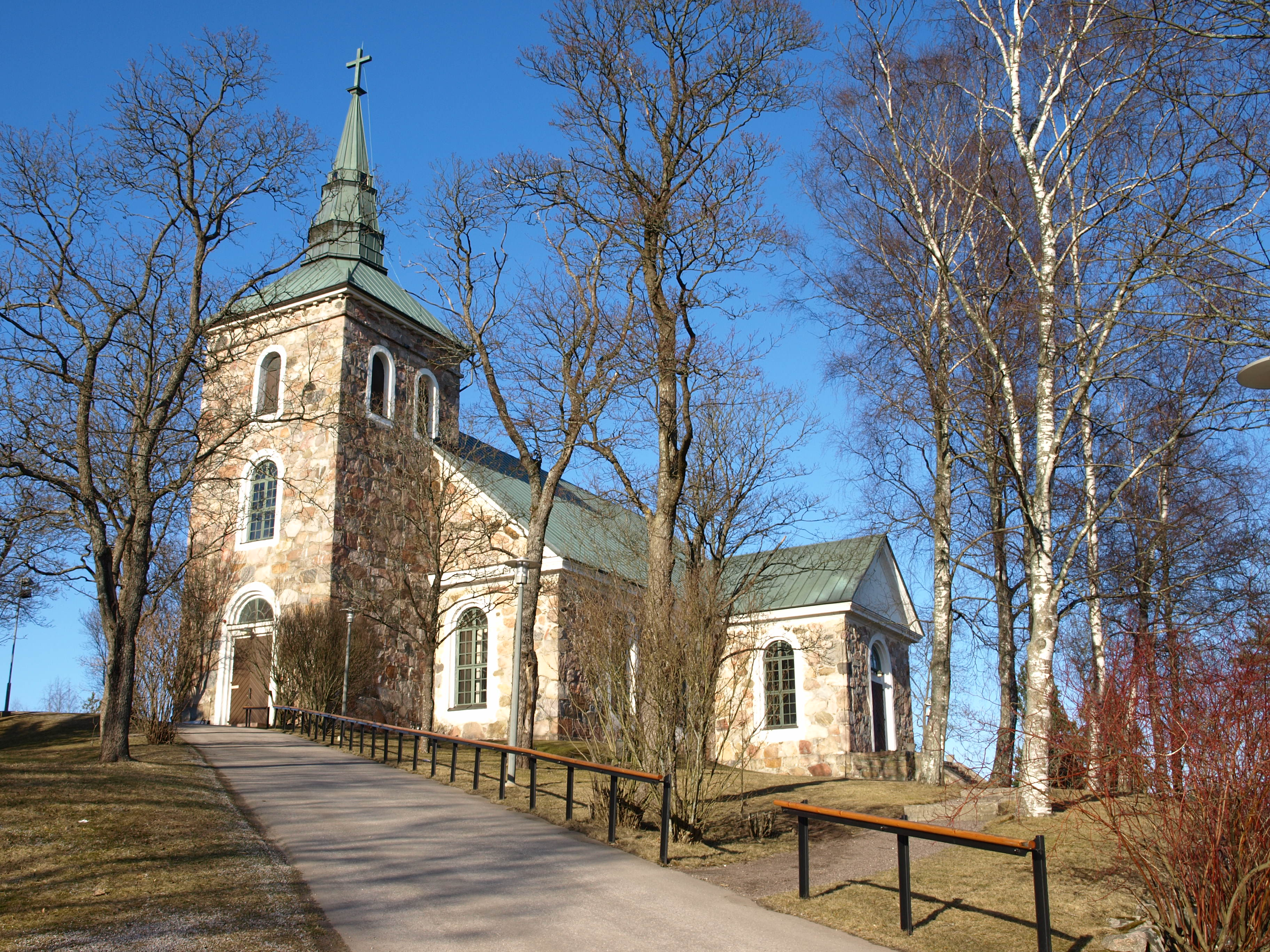
Uskela temploma
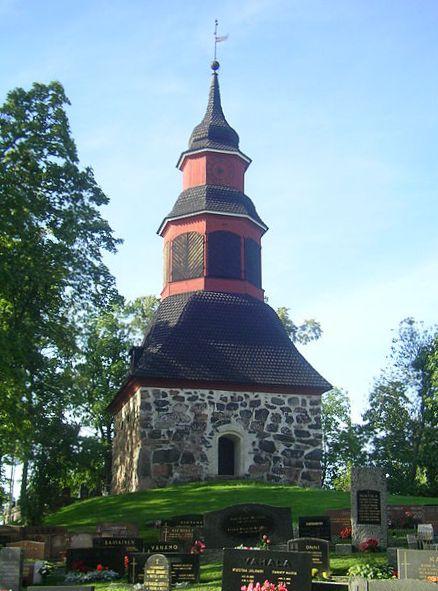
Halikko temploma
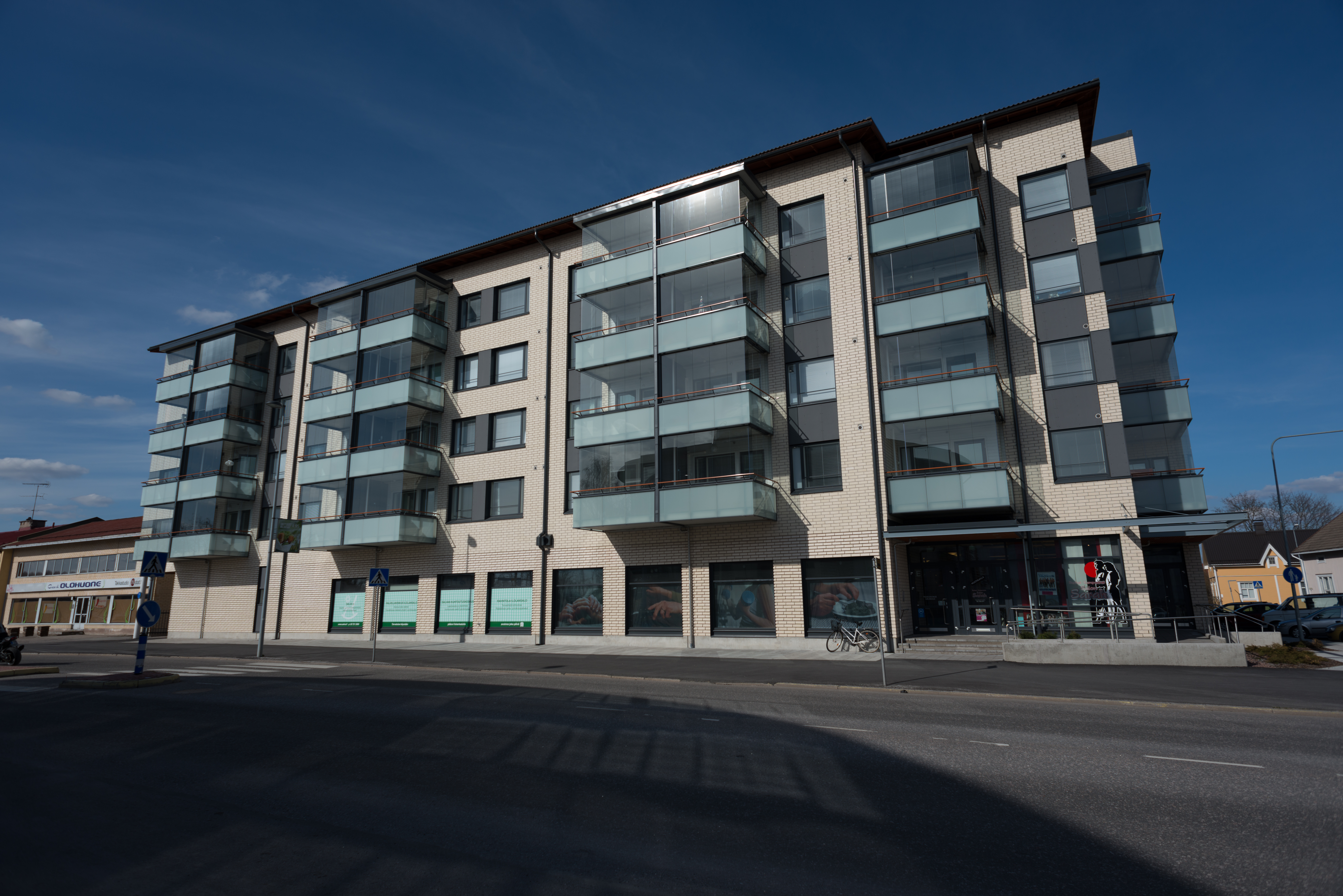
Salo, Turuntie
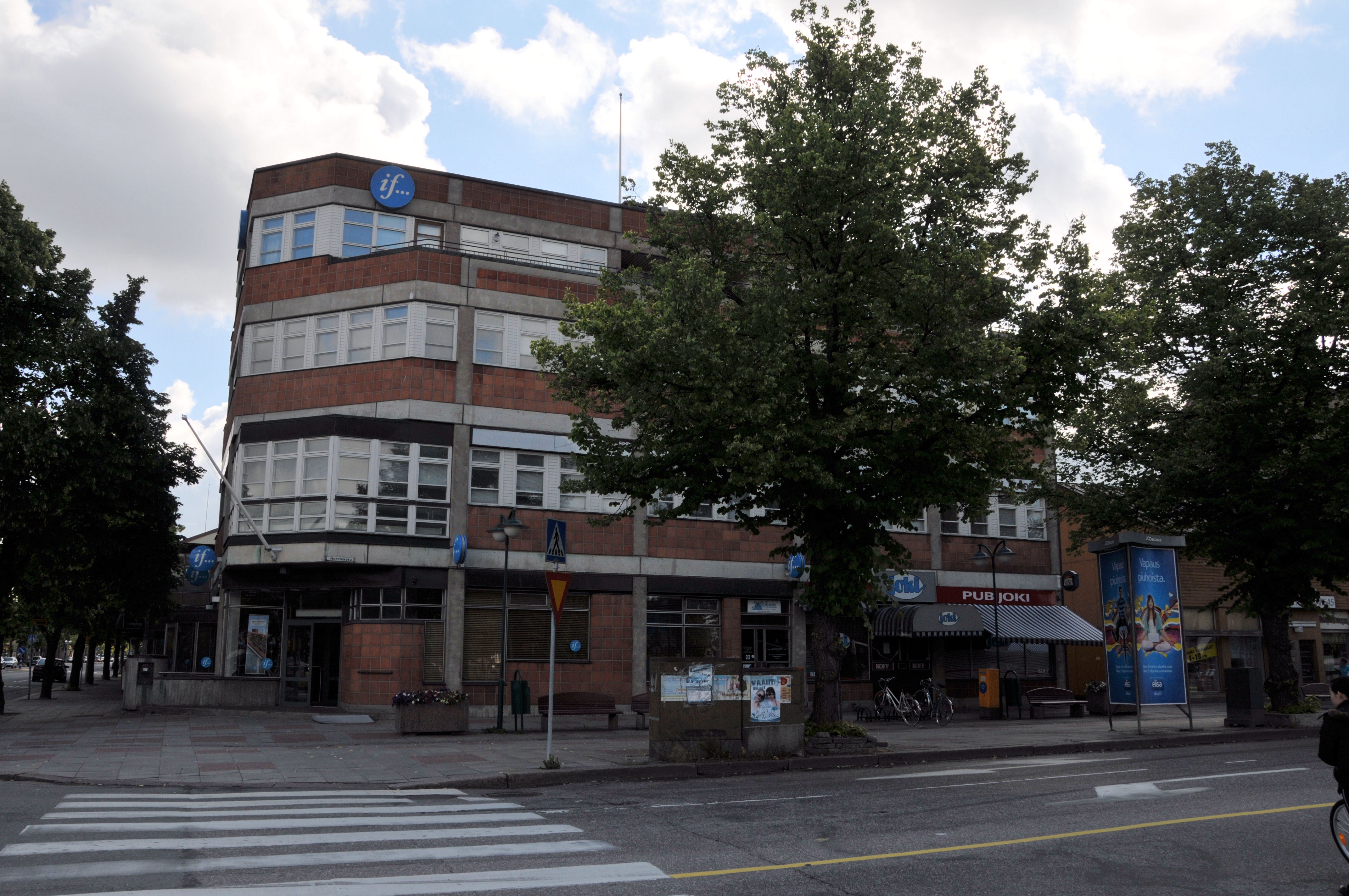
Salo, Helsingintie
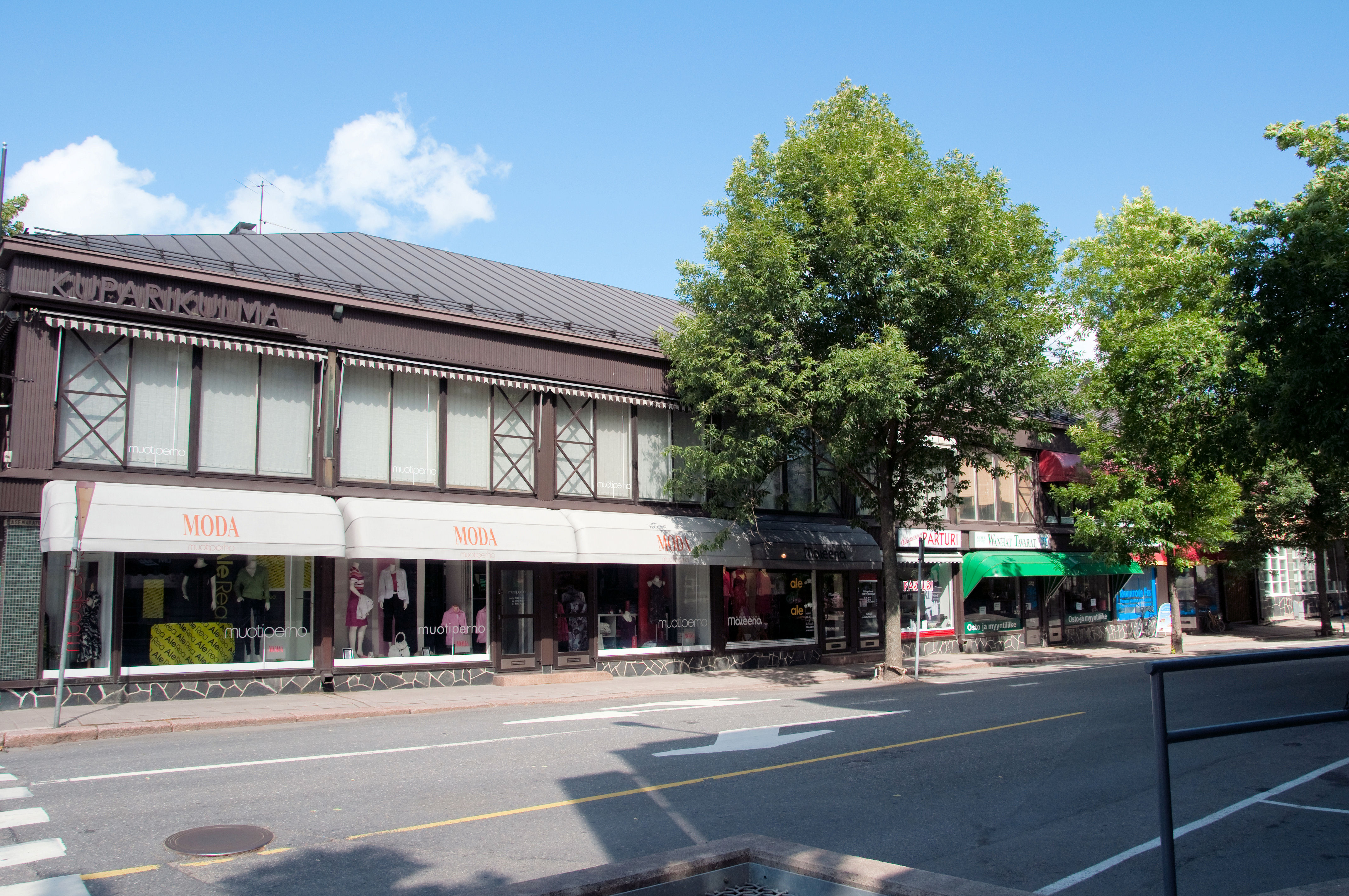
Salo, Asemakatu
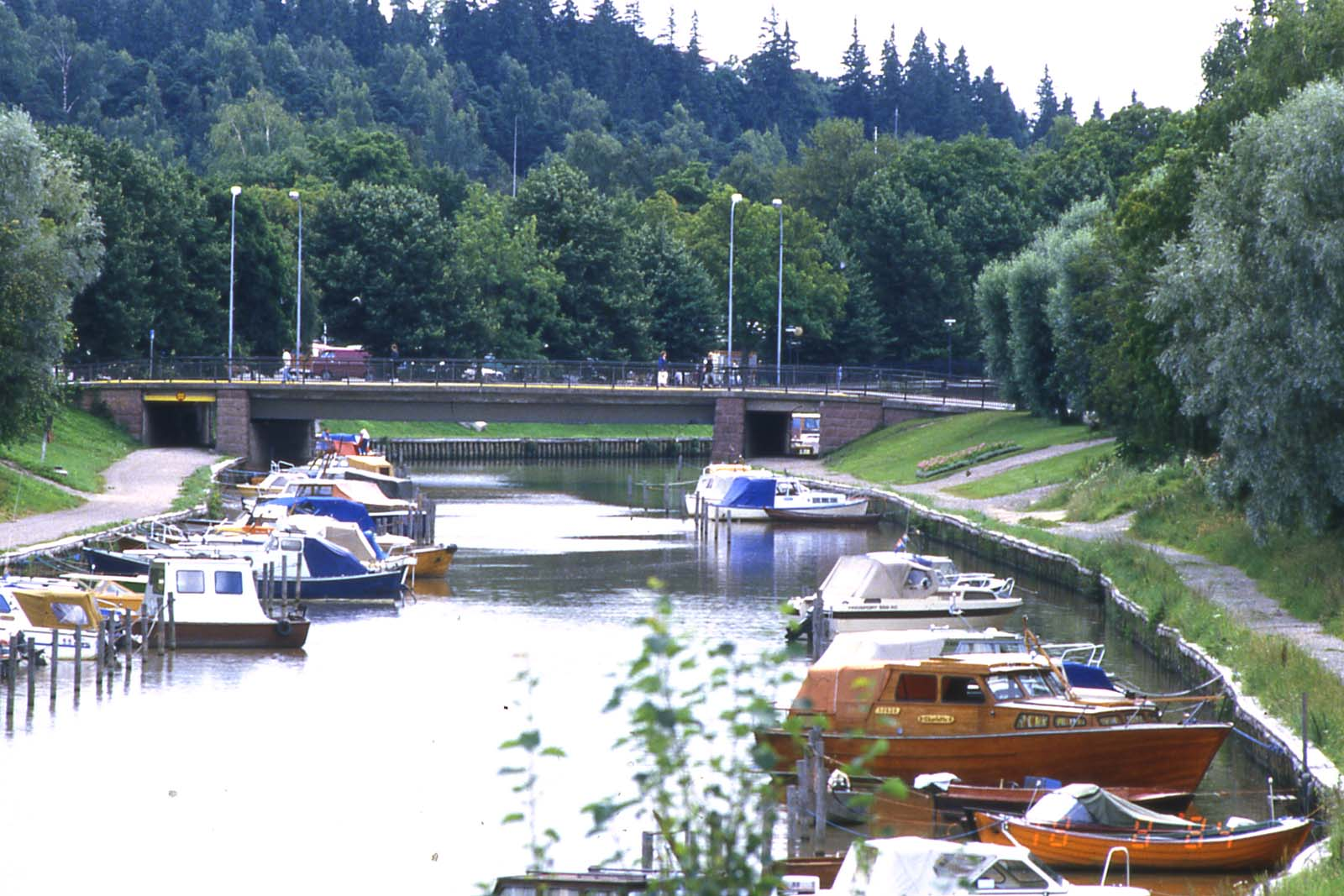

## Testvérvárosok
- Gárdony